# Paraliparis adustus
Paraliparis adustus és una espècie de peix pertanyent a la família dels lipàrids.

## Descripció
- Fa 15 cm de llargària màxima.
- Nombre de vèrtebres: 68.[4]

## Hàbitat
És un peix marí, de clima temperat i batipelàgic.

## Distribució geogràfica
Es troba al Pacífic nord-occidental: el mar de Bering (Alaska).

## Observacions
És inofensiu per als humans.